# Grøn Tuborg
Grøn Tuborg er Danmarks første pilsnerøl, lanceret af Tuborgs Bryggerier i 1880.
Den er Danmarks mest solgte øl og eksporteres til omkring 70 lande, især Tyrkiet, Sverige og Tyskland.
Grøn Tuborg er en undergæret pilsner, som udelukkende brygges på såkaldt pilsnermalt, fremstillet af vårbyg, hvilket giver den karakteristiske strågule farve. Smagen og aromaen domineres af Tuborgs særlige gær og humle. Grøn Tuborg har et alkoholindhold på 4,6% og er dermed i skatteklasse 1.
Grøn Tuborg blev brygget første gang af Tuborgs daværende brygmester Hans Bekkevold efter inspiration fra bryggere i Pilzen i Tjekkiet. Øllen var som noget helt nyt i datiden pasteuriseret.
Grøn Tuborg produceres på Carlsbergs bryggeri i Fredericia. Tidligere blev Grøn Tuborg også produceret på bryggeriet i Valby, indtil dette i 2008 lukkede ned.